# Psi (parapsykologi)
Psi, sammanfattande benämning för alla olika typer av parapsykologiska fenomen, först myntat av Bertold Wiesner. Psi inkluderar:
- Telepati, klärvoajans och prekognition, som med en sammanfattande beteckning kallas mentala fenomen eller ESP (Extrasensorisk perception, utomsinnlig varseblivning).
- Fysiska manifestationer, psykokinesi eller PK, som rör tankens påverkan på omgivningen.
- En del forskare menar också att så kallade utomkroppsliga upplevelser är av paranormal natur.

Alla dessa förmågor tillsammans betecknas som psi och definieras som förmågor att sätta en person i stånd att få kontakt med världen omkring sig utan att använda de normala sinnena eller musklerna för denna kommunikation.